# سواتا
سواتا (به لاتین: Svatá) یک منطقهٔ مسکونی در جمهوری چک است که در ناحیه بروون واقع شده‌است. سواتا ۳۷۹ نفر جمعیت دارد.